# ГЕС Лануза
ГЕС Лануза (ісп. Lanuza) — гідроелектростанція на північному сході Іспанії. Знаходячись між ГЕС Сальєнт (вище по течії) та ГЕС Б'єскас  II, входить до складу каскаду на річці Гальєго (дренує південний схил Піренеїв та через Ебро, в яку впадає зліва у Сарагосі, належить до басейну Балеарського моря).
З метою накопичення ресурсу для іригації на Гальєго звели аркову греблю Лануза висотою 80 метрів та довжиною 176 метрів, яка потребувала для свого спорудження 65 тис. м3 матеріалу. Вона утримує водосховище об'ємом 64 млн м3, від якого починається дериваційний тунель до машинного залу ГЕС Лануза. Він прямує через гірський масив лівобережжя Гальєго та на своєму шляху приймає додатковий ресурс із бічного водозбірного тунелю, що транспортує воду зі сточища Ріо Кальдарес (ліва притока Гальєго, яка впадає у наступне після Лануза водосховище Бубал).
Машинний зал станції, розташований у долині Гальєго біля селища Ескаррилья, має обладнання загальною потужністю 52 МВт, яке при напорі у 187 метрів забезпечує виробництво 98 млн кВт·год електроенергії на рік, при цьому режим перепуску води з водосховища Лануза визначається передусім потребами у зрошуванні.
Можливо відзначити, що станцію звела компанія Energías e Industrias Aragonesas (EIASA), яка потребувала великих обсягів електроенергії для свого заводу хімії електролізу в Сабіньяніго. Втім, вже в 1992-му EIASA була вимушена продати свій електроенергетичний підрозділ.